# Amsterdams Kamermuziek Gezelschap
Het Amsterdams Kamermuziek Gezelschap was een Nederlands muziekensemble dat bestond tussen 1942 en 1961.
Het gezelschap is in 1942 door Piet Heuwekemeijer (eerste violist) samen met een aantal andere jonge leden van het Concertgebouworkest opgericht. Het doel was muziek uit te voeren die door een ongebruikelijke setting zelden werd uitgevoerd. De concerten, die telkens in afwisselende bezetting werden uitgevoerd, vonden plaats in de kleine zaal van het KCO. Na de oorlog ontstond een samenwerking met het Concertgebouw Kwintet, een blaaskwintet, waarin de fagottist Thom de Klerk en de harpiste Phia Berghout speelden. Er is in 1952 onder leiding van Eduard van Beinum van het Amsterdams Kamermuziek Gezelschap een plaatopname gemaakt. Het ensemble heeft in de jaren 50 regelmatig voor de radio opgetreden. Ook zijn er deelnames geweest aan het Holland Festival. Het ensemble is in 1961 opgeheven door het vertrek van een aantal van de organisatoren.

## Leden
- Piet Heuwekemeijer, viool
- Piet Lamberts, viool
- Koen van der Molen, altviool
- Johan de Nobel, cello
- Thom de Klerk, fagot
- Haakon Stotijn, hobo